# 宋万
宋萬是小說《水滸傳》中的人物，外號「雲裏金剛」，在小說中第十一回「朱貴水亭施號箭，林沖雪夜上梁山」中由柴進向林沖介紹梁山泊時首次被提及。本來已是梁山泊的三頭领，後來餘下一百零七名頭领相繼上梁山後，宋萬便坐上第八十二把交椅，司職步軍將校。宋萬同時也是梁山108人中第一位戰死者。

## 經歷

### 現身
起初，王倫因考不進士，才與另一位秀才杜遷同上梁山，後來宋萬與朱貴同上梁山，四人结為兄弟。
宋萬於柴進向林沖介紹梁山泊時，在書中首次現身。當時林沖犯下大罪後急謀安身處，柴進因與當時梁山泊大頭領王倫友好，於是向林沖進言要他投奔梁山泊，並介紹了王倫、杜遷和宋萬三位頭領予他。
之後林沖上到梁山，見到宋萬等人，梁山泊眾人都禮待林沖，唯獨王倫妒賢忌能，害怕林沖與他爭位，便勸林沖下山。但宋萬等人均覺林沖是有本事之人，應該收留。雙方爭辯後，王倫要林沖交上人頭作投名狀，林沖只得一口答應。
林沖答應後取不到人頭，卻引來楊志，二人相鬥了二十來個回合。宋萬等人怕有傷和氣，出來勸止。王倫見楊志武藝高強，便想招攬他與林沖抗衡，但楊志堅決不肯，王倫沒法子，在宋萬等人苦勸下只得收留林沖。宋萬的事也便告一段落。

### 梁山重組
後來晁盖等人劫生辰綱之事敗露，決定上梁山，宋萬等人便熱烈款待，但王倫聽到晁盖等人的本事後，卻又害怕自己首位不保，於是在席間便要他們下山，林沖聽到後便與王倫火併，提起尖刀指着王倫，晁盖等人也攔着宋萬與杜遷，林沖便再大罵王倫，宋萬正待勸解，林沖便已一刀殺了王倫。
於是晁盖便作了大頭領，原要杜遷、宋萬坐第五、六位，可是宋萬見王倫被殺，心知自己是外人，便讓位給他人，自己坐上第十把交椅。及後參與多場戰役和行動，立功不少，其中就有和杜遷、王英、和鄭天壽把蕭讓和金大堅捉上山，幫助宋江脫罪。

### 征方臘
宋萬在聯同其他一百零七名頭領受招安後，與梁山泊全體征伐方腊。他在宋江智取润州城一役中被亂箭射死，成為一百單八將中的第一位戰死者，隨後焦挺、陶宗旺隨宋萬一同戰死。

## 出場回目
- 第十一回「朱貴水亭施號箭，林沖雪夜上梁山」。
- 第十二回「梁山泊林沖落草，汴京城楊志賣刀」。
- 第十九回「林沖水寨大並火，晁蓋梁山小奪泊」。
- 第二十回「梁山泊義士尊晁蓋，鄆城縣月夜走劉唐」。
- 第一百一十一回「張順夜伏金山寺，宋江智取潤州城」。

## 影视形象
- 1983年山东版《水浒》：刘伟成
- 1998年央视版《水浒传》：胡龙吟
- 2011年版《水浒传》：郭波
- 2013年版《武松》：杨永琪